# Lorenza Machín
Lorenza Machín Alarcón (Las Palmas, 16 de abril de 1946) es una actriz, activista LGTBIQ+ y escritora feminista española. Fue reconocida en 2019 como Premio Simone de Beauvoir de la Red Feminista de Gran Canaria,Premio Meninas de la Delegación del Gobiernoy Premio Arcoíris del Colectivo Altihay. En 2017 publicó su poemario Aurora Ocaso sobre el amor entre dos mujeres.
En 2020 da nombre a la biblioteca feminista Lorenza Machínpor su compromiso con la defensa de los derechos humanos.

## Trayectoria
Nace en La Isleta de Las Palmas de Gran Canaria y a los nueve años de edad se muda a Fuerteventura, donde desarrolla su trabajo literario, publicando obras como Tres Nanas (Ayto. Puerto del Rosario, 2012), El Jardincillo Encantado (Cabildo de Fuerteventura, 2012) o Anarán (Ayto. Puerto del Rosario, 2012). También ha publicado la antología Caminando (ULL, 2021) y el poemario Aurora Ocaso (Ed. Vecindario, 2017). Asimismo, ha participado en diversas obras de teatro y monólogos como La puta en el manicomio y ha formado parte de obras cinematográficas como Lo que no se ve (2020), Novelera(2022), la película La Luz de Mafasca (2012) y el documental Mapa Ñuke Madre Tierra (2019).
Machín comienza su activismo en la década de los setenta, en el marco de los movimientos sociales de izquierdas, feministas y republicanos de las Islas Canarias.Milita en el partido comunista de Canarias y cofunda CCOO y PCPC en Puerto del Rosario, por entonces conocido como Puerto Cabras, donde realiza su primera conferencia pública en defensa y representación de los derechos de las mujeres trabajadoras de las Islas Canarias.  
Desde 2006 lucha por la visibilización del colectivo LGTBIQ+, especialmente en torno a la eliminación del estigma alrededor de la vejez y el lesbianismo, reivindicando en el periódico El País que las personas mayores LGTBIQ+ viven una mayor soledad en la sociedad.

## Premios y reconocimientos
- En 2016 recibe el premio y reconocimiento honorífico de la isla de Fuerteventura por el Día Internacional de las Mujeres
- En 2019 recibe el premio Arcoíris de Altihay y el premio Simone de Beauvoir de la Red Feminista de Gran Canaria[17]
- En 2020 es reconocida por el Premio Meninas de la Delegación del Gobierno por su lucha por la defensa de los derechos de las mujeres y utilizar su arte como herramienta pacífica para generar cambios en la sociedad[18]
- En 2022 se nombra a Lorenza Machín como Hija Predilecta de las Palmas de Gran Canaria[19]
- En 2023 se propone el nombre de Lorenza Machín para una calle o espacio público de Puerto del Rosario (Fuerteventura)[20]